# Комедійний хіп-хоп
Комедійний хіп-хоп або комедійний реп — це піджанр хіп-хоп-музики, призначений для забави чи комедійності порівняно з виконавцями, які включають гумор у свої більш серйозні, пуристські стилі хіп-хопу. Багато прикладів комедійного хіп-хопу є пародійними.
Сатиричний хіп-хоп — це різновид комедійного хіп-хопу, виконаного в саркастичній, пародійній або невиразній формі.
Інші форми комедійного репу, такі як мем-реп та іронічний реп, обидва відомі своїми агресивними та темними комедійними підходами, досягли певного успіху в 2000-х та 2010-х роках.
Сатиричний хіп-хоп може бути пародією на весь жанр хіп-хопу та/або формою критичної музики, яка використовує хіп-хоп як засіб для сатиричних повідомлень. Музичний вплив і масштаби різняться: від гангста-репу, мамбл-репу, треп-репу до альтернативного хіп-хопу. Більш жартівливий сатиричний піджанр мем-репу було створено з наміром стати вірусним. У контексті мамбл-репу сатирична пісня в стилі хіп-хоп може включати створення лоу-фай, використання персонажів/псевдонімів (наприклад, George «Joji» Miller ), спрощені відеокліпи, ліниві рими та навмисно стереотипні тексти/теми.
Найвідоміші представники: De La Soul, DJ Jazzy Jeff & the Fresh Prince, Ludacris, Eminem, Childish Gambino, Tyler, The Creator.